# Betula grossa
Betula grossa är en björkväxtart som beskrevs av Philipp Franz von Siebold och Joseph Gerhard Zuccarini. Betula grossa ingår i släktet björkar, och familjen björkväxter. Inga underarter finns listade.
Arten förekommer i Japan på öarna Honshu, Shikoku och Kyushu. Den kan nå en höjd av 25 meter och den hittas i kulliga områden samt i bergstrakter. Arten ingår ofta i skogar där Fagus crenata är dominerande.
För beståndet är inga hot kända. Hela populationen anses vara stor. IUCN listar arten som livskraftig (LC).

## Bildgalleri

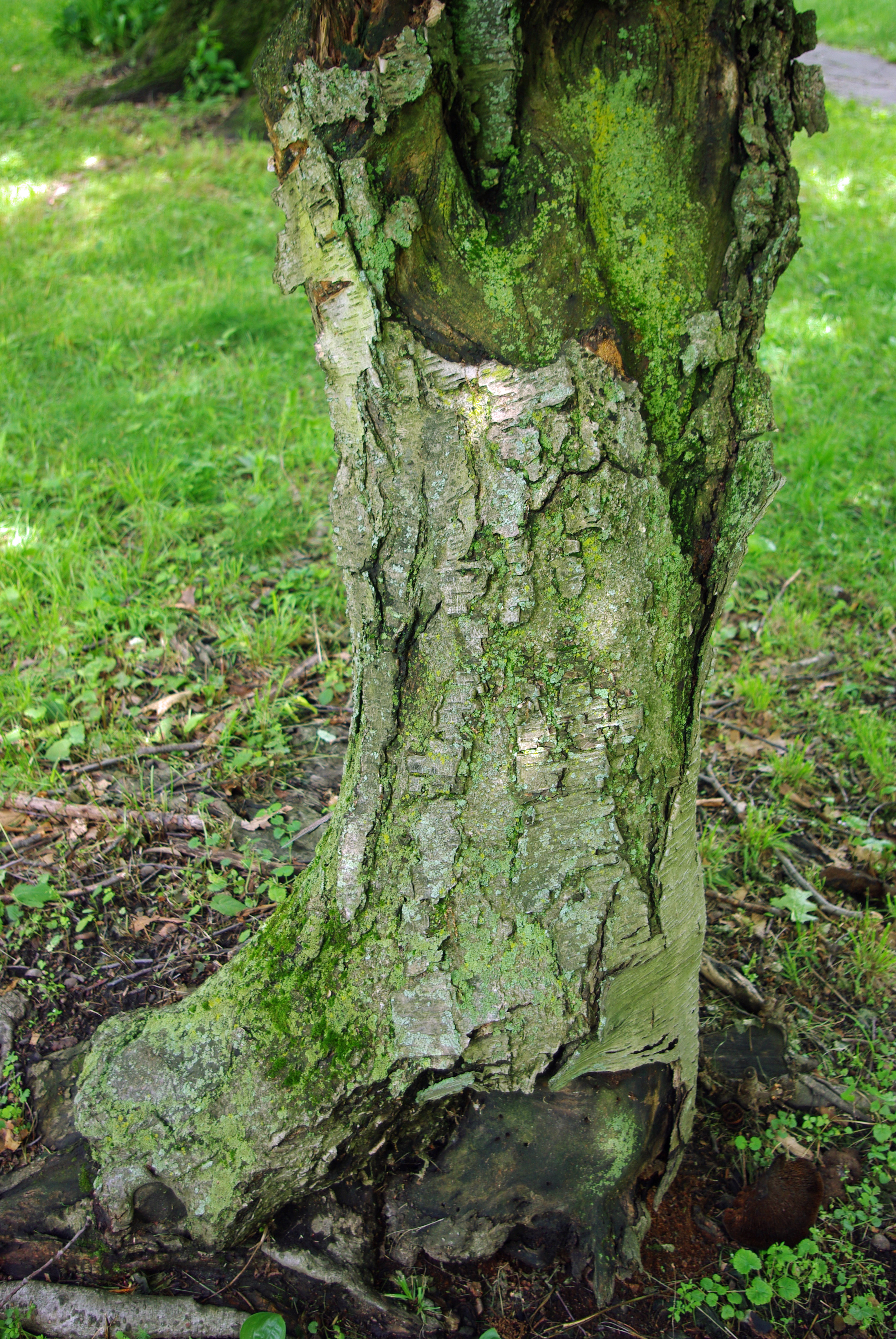
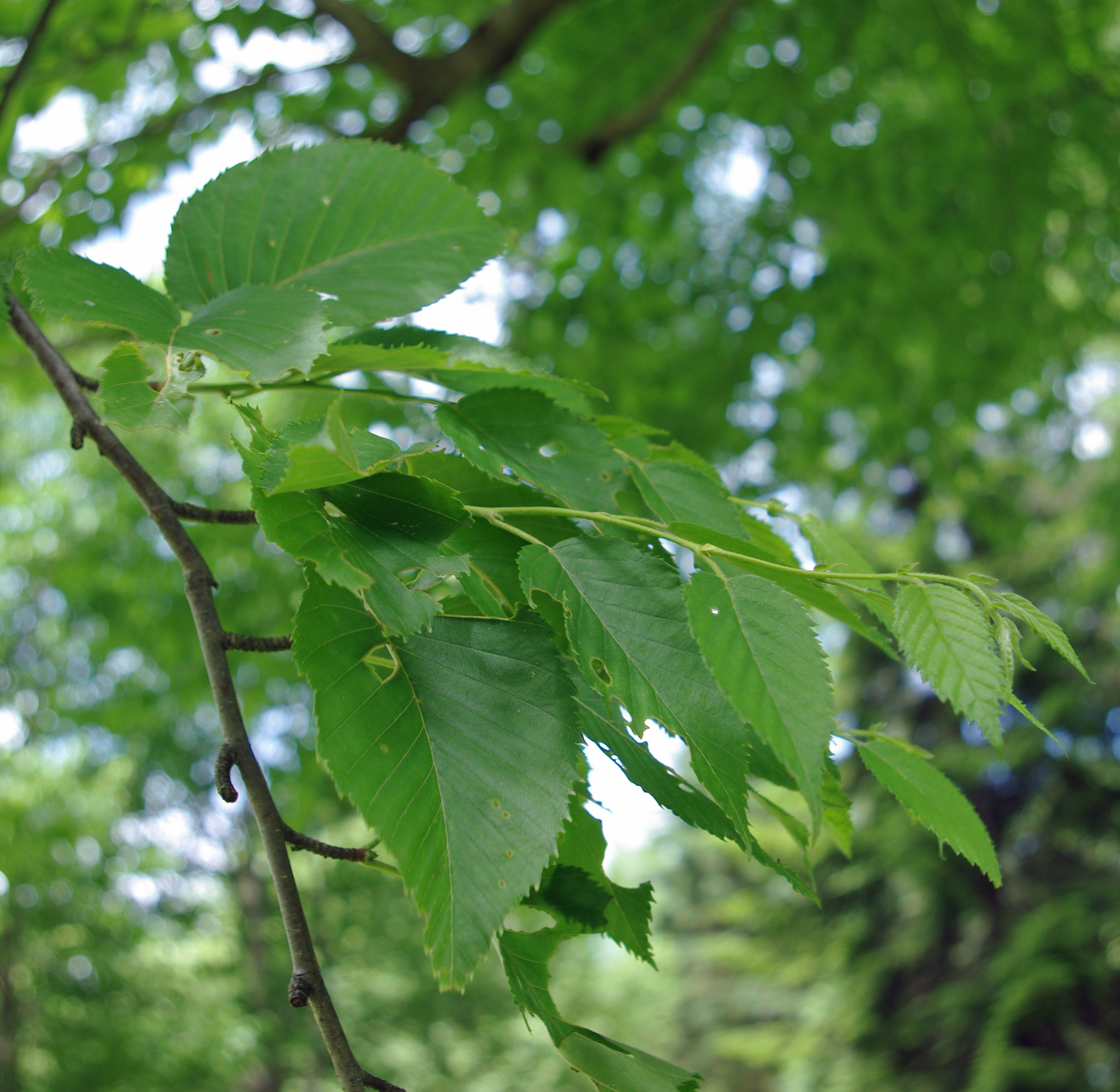